# جمناي 4
كانت جمناي 4 ثاني رحلة فضائية مأهولة في مشروع جمناي التابع لوكالة ناسا، وقد أُطلِقت في يونيو 1965. كانت الرحلة الفضائية المأهولة الأمريكية العاشرة (بما في ذلك رحلتي مركبة إكس 15 اللتان وصلتا إلى ارتفاع يزيد عن 100 كيلومتر (54 ميل بحري)). دار رائدا الفضاء جيمس ماكديفيت وإد وايت حول الأرض 66 مرة خلال أربعة أيام، ما مثّل أول رحلة أمريكية تقترب مدتها من مدة رحلة فوستوك 5 السوفيتية التي استمرت لخمس أيام. شملت أبرز أحداث المهمة القيام بأول نشاط خارج المركبة لرائد فضاء أمريكي، التي قام بها إد وايت وهو مربوط بالمركبة الفضائية، لمدة 20 دقيقة تقريبًا.
تضمنت الرحلة أيضًا أول محاولة التقاء فضائية، إذ حاول ماكديفيت المناورة بمركبته بالقرب من المرحلة العليا لصاروخ تيتان 2 التي أُطلِقت إلى مدار حول الأرض، لكن محاولته لم تكن ناجحة.
كانت المهمة أول رحلة أمريكية تقوم بالعديد من التجارب العلمية في الفضاء، بما في ذلك استخدام أداة السدس لاختبار استخدام الملاحة الفلكية خلال الرحلات القمرية لبرنامج أبولو.

## أهداف المهمة
كانت جمناي 4 أول رحلة فضائية أمريكية متعددة الأيام، صُممت لإظهار إمكانية بقاء البشر في الفضاء لفترات طويلة من الزمن. اقتربت الرحلة التي استغرقت أربعة أيام من تحطيم الرقم القياسي البالغ خمس أيام الذي حققته مهمة فوستوك 5 السوفيتية في يونيو 1963. كان فترة رحلات جمناي التالية أطول، وذلك لإثبات قدرة رواد الفضاء على تحمل رحلة إلى القمر ذهابًا وإيابًا.
كان الهدف الثاني للمهمة هو القيام بأول نشاط أمريكي خارج المركبة (إي في إيه)، والمعروف باسم «السير في الفضاء». أجرى السوفيتي أليكسي ليونوف أول نشاط خارج المركبة خلال مهمة فوسكود 2 في مارس 1965. عجلت ناسا عملية السير في الفضاء، لإثبات لحاق الولايات المتحدة بالسوفييت، الذي تقدموا في البداية فيما يُعرف باسم سباق الفضاء. حتى آخر 11 يومًا قبل الإطلاق المقرر في 3 يونيو، كانت الصحف تقول أن ناسا «لم تحدد بعد ما إذا كان وايت سيكون أول رائد فضاء أمريكي يعرض نفسه لبيئة الفضاء»، وأن «القرار قد لا يُتخذ حتى آخر يوم أو يومين قبل الإطلاق».
كان الهدف الثالث هو محاولة القيام بأول التقاء فضائي، وذلك مع مرحلة صاروخ تيتان 2 المُستنفدة.

## الرحلة

### الإطلاق
أُطلقت مهمة جمناي 4 من مجمع إل سي 19 في محطة كيب كينيدي للقوات الجوية في ولاية فلوريدا، وكانت أول رحلة يديرها مركز التحكم الجديد في مركز المركبات الفضائية المأهولة في هيوستن، تكساس، والذي اضطر إلى العمل لثلاث نوبات بسبب مدة الرحلة الطويلة.
كان بث الإطلاق تاريخيًا بحد ذاته. لأول مرة، تمكن الجمهور الدولي، من 12 دولة أوروبية، من مشاهدة الانطلاق مباشرةً على التلفزيون باستخدام قمر إيرلي بيرد الصناعي. كان اهتمام الصحافة، بسبب بث الإطلاق عبر الأقمار الصناعية والمركز الجديد في هيوستن، مرتفعًا للغاية لدرجة أن ناسا اضطرت إلى استئجار مبان لاستيعاب 1100 صحفي طلبوا الحضور. نُقل مركز التحكم من كيب كينيدي إلى هيوستن بمجرد انطلاق الصاروخ.
عند الانطلاق، التف الصاروخ مرتين بسبب عدم محاذاة محركات المرحلة الأولى لصاروخ تيتان؛ صحح الطيار الآلي هذه الأخطاء بسرعة. فشل خزان الوقود العلوي في الانفصال وانسحب عندما ارتفع الصاروخ المعزز 27 قدمًا (8 أمتار) تقريبًا. نتج عن ذلك اهتزاز صغير في مستويات الانحدار والانعراج. كان أداء جميع أنظمة الإطلاق اسميًا تقريبًا. أُجريت بعض التعديلات على برنامج التوجيه الخاص بمعزز جمناي لإنتاج مسار طيران أقل ارتفاعًا عند توقف محرك الصاروخ المعزز (بيكو) مقارنةً بمهمة جمناي 3، كانت هذه التعديلات ناجحة بشكل عام على الرغم من أن مسار الرحلة كان مرتفعًا إلى حد ما. توقف محرك الصاروخ المعزز بعد 152 ثانية من بدء المهمة (تي + 152) وتوقف محرك المرحلة الثانية (سيكو) بعد 333 ثانية من بدء المهمة (تي + 333). دخلت المركبة الفضائية في مدار عرضه وطوله 161 و283 كيلومتر على التوالي (87 و153 ميل بحري).
كان من المقرر في الأصل إجراء النشاط خارج المركبة خلال المدار الثاني، لكن رائدا الفضاء أجلوا ذلك إلى المدار الثالث بعد أن لاحظ ماكديفيت أن وايت بدا متعبًا وساخنًا، بعد تعرضه للضغط بسبب الإطلاق والالتقاء الفاشل. بعد فترة من الراحة، انتهى الرائدان من أداء قائمة التحقق للنشاط خارج المركبة. أثناء تحليق المركبة فوق كارنارفون، أستراليا، بدأ رائدا الفضاء في تخفيف ضغط المقصورة. فوق هاواي، سحب وايت المقبض لفتح بوابة المقصورة، لكن المزالج لم تتحرك.
لحسن الحظ، عرف ماكديفيت ماهية المشكلة، لأن البوابة فشلت في الإغلاق أثناء اختبار غرفة التفريغ على الأرض، وبعد ذلك عمل ماكديفيت مع أحد الفنيين على معرفة السبب. فشل أحد النوابض بالانضغاط، وتمكن ماكديفيت من رؤية كيفية عمل الآلية. أثناء الرحلة، ساعد وايت على فتح البوابة، وظن أنه يستطيع إغلاقها مرة أخرى.
كانت هناك مشاكل في الاتصال أثناء النشاط خارج المركبة. كانت مركبة جمناي أول مركبة تستخدم مفتاحًا يعمل بالصوت (يُعرف باسم فوكس) باستخدام ميكروفونات رواد الفضاء، لكن سرعان ما أدرك ماكديفيت أن دارة فوكس الخاصة به لا تعمل بشكل صحيح؛ كان بإمكانه فقط سماع المتحكم بالتواصل مع الكبسولة (كابكوم) في وضع الضغط للتكلم، ولكن ليس على فوكس (على الرغم من قدرة مركز التحكم ورائدا الفضاء على سماع أنفسهما). بالإضافة إلى ذلك، أثناء تواجده خارج المركبة الفضائية، لم يكن وايت قادرًا على استقبال الإرسال من الأرض وتوجب نقل جميع الرسائل إليه عبر ماكديفيت. على الأرجح، قام ماكديفيت بتحويل إعداد التواصل إلى إعدادات فوكس أثناء خروج وايت من المركبة، لأنه في تلك المرحلة، وأثناء معظم النشاط خارج المركبة، لم يستجب ماكديفيت ولا وايت لكابكوم هاواي وكابكوم هيوستن، جوس جريسوم. حاول جريسوم مخاطبة رائدا الفضاء 40 مرة خلال 13 دقيقة قبل أن يحصل على رد.
وهو مربوط بحبل، طاف وايت خارج المركبة الفضائية، باستخدام وحدة مناورة محمولة (تُسمى بشكل غير رسمي «مسدس الاندفاع») التي تنفث أكسجين مضغوط لتوفير قوة دفع. ابتعد عن المركبة 4.6 أمتار (15 قدمًا)، وبدأ في تجربة المناورة. لقد وجد الأمر سهلًا، خاصةً مناورتي الانعراج والانحدار، على الرغم من اعتقاده أن الالتفاف استنفد الكثير من الغاز. قام بالمناورة حول المركبة الفضائية بينما التقط ماكديفيت الصور. استمتع وايت بالتجربة، لكنه استنفد غاز وحدة المناورة بسرعة.
واجه وايت مشكلتان كانتا تحدان من فترة نشاطه خارج المركبة: فقدان الإشارة من محطة تتبع برمودا، وعبور المركبة خط الغلس. انزعج مراقبو المهمة بشكل متزايد بسبب عدم قدرتهم على تذكير وايت بضيق الوقت، لأنهم لم يرغبوا أن يجري أول نشاط خارج المركبة في الظلام، أو خارج مجال الاتصال بالأرض. أخيرًا، قرر ماكديفيت إزالة ميكروفونه من إعداد فوكس.
حاول وايت التقاط المزيد من الصور كذريعة للبقاء خارج المركبة لفترة أطول، واضطر ماكديفيت لإقناعه بالعودة. عاد أخيرًا بعد نحو 20 دقيقة. قال وايت أن تلك كانت «أتعس لحظة في حياتي». بحلول الوقت الذي عاد فيه، عمَ الظلام على المركبة الفضائية.
تبين أن إعادة إغلاق البوابة لم يكن سهلًا. كان من الممكن أن يكون ذلك كارثيًا، موديًا بحياة كلا الرجلين عند إعادة الدخول في الغلاف الجوي. لكن ماكديفيت تمكن من إصلاح الآلية مرة أخرى، ما سمح لوايت بإغلاق البوابة. وفقًا لخطة المهمة، كان من المقرر فتح البوابة مرة أخرى للتخلص من معدات وايت غير الضرورية الخاصة بالنشاط خارج المركبة، لكن ماكديفيت اختار عدم القيام بذلك، وقرر الاحتفاظ بالمعدات غير الضرورية على متن المركبة لبقية الرحلة.
قام رائدا الفضاء بإيقاف تشغيل نظام المناورة الخاص بالمركبة الفضائية، بهدف التحرك بالمركبة دون تشغيل المحركات لمدة يومين ونصف حفاظًا على الوقود المتبقي. كان يخطط رائدا الفضاء للنوم لأربع ساعات بشكل متناوب، لكن اتضح أن هذا صعب للغاية بسبب الاتصالات اللاسلكية المستمرة والمقصورة الصغيرة، التي يعادل حجمها حجم مقصورة المقعدين الأماميين للسيارة.
كان نشاط وايت خارج المركبة لمدة 20 دقيقة أبرز ما في المهمة، ونُشرت صوره في جميع أنحاء العالم. أظهرت هذه الصور وايت مرتديًا ساعة أوميغا سبيسدماستر على ذراعه، والتي هي أحد الطرازين اللذان وافقت ناسا على استخدامهما في الفضاء بعد إجراء اختبارات مكثفة. لم تكن شركة أوميغا على دراية بهذه الاختبارات أو حقيقة أن ساعتها ستُستخدم في الفضاء، حتى شاهدوا صور ماكديفيت. يُعرف الآن الطراز الذي استُخدم أثناء النشاط خارج المركبة باسم «إد وايت» من قبل جامعي الساعات.